# Scott Yanow
Scott Yanow (New York, 4 oktober 1954) is een Amerikaanse jazz-auteur, die veel bijdragen levert aan de website AllMusic, jazzboeken heeft geschreven en al meer dan 30 jaar jazzplaten heeft gerecenseerd.
Yanow werkt sinds 1975 in jazz-journalistiek. Na zijn college-tijd werd hij jazzredacteur bij Record Review. Na het ter ziele gaan van het blad schreef hij vanaf 1984 voor talrijke tijdschriften als Down Beat, JazzTimes, Cadence en CODA. Hij schreef meer dan 600 hoesteksten voor verschillende platenlabels, waaronder Storyville Records, Pablo Records, Candid Records, Concord Records en Naxos. Hij is een van de belangrijkste schrijvers van de All Music Guide to Jazz, waarin talloze van zijn biografieën en recensies van platen staan. Voor allmusic.com is hij nog steeds actief.  Ook heeft hij boeken over jazz geschreven, waaronder één over bandleider Duke Ellington. Voor een boek met foto's van de graven van jazzgrootheden, geschoten door fotograaf Jaap van de Klomp, schreef hij de biografieën. Yanow wordt een van de meest productieve jazz-auteurs in de geschiedenis genoemd.
Yanow heeft ook een serie van cd's geproduceerd voor Allegro Records en geeft advies aan platenlabels bij heruitgave-projecten. 